# Erdenetsogt
Erdenetsogt (mongoliska: Эрдэнэцогт Сум, Эрдэнэцогт, Erdenetsogt Sum) är ett distrikt i Mongoliet.   Det ligger i provinsen Bajanchongor, i den centrala delen av landet, 500 km väster om huvudstaden Ulaanbaatar.